# Antonio Anglés
Pour les articles homonymes, voir Angles et Martins.
Antonio Anglés Martins, né le 25 juillet 1966, est un criminel hispano-brésilien qui n'a vécu qu'un an dans la ville brésilienne de São Paulo avant de s'installer en Espagne. 
Selon ses proches et ses connaissances, il était connu comme étant un criminel violent, qui avait pour habitude de battre sa mère. Il avait des antécédents de vol qualifié et de trafic de drogue.
Il est connu pour le triple crime commis dans la ville valencienne de Alcàsser, où, selon le jugement du procès, il a enlevé, torturé, violé et assassiné trois jeunes filles : Desirée Hernández, Miriam García,14 ans et Antonia Gómez, 15 ans. Il s'évade et commence par se cacher pendant environ un mois dans une ville de la province de Valence, tout en étant activement recherché par la Garde civile et la police espagnole.
Sur le point d'être capturé dans la ville de Vilamarxant, il réussit à échapper au raid des forces de l'ordre. Antonio Anglés réapparait quelques jours plus tard à Minglanilla, une commune espagnole de la province de Cuenca. C'est le dernier endroit d’Espagne où il a été vu. En 1993, il est aperçu à Lisbonne. À ce jour, on ignore où il se trouve et fait toujours partie des criminels les plus recherchés par Interpol.